# Bdelyropsis venezuelensis
Bdelyropsis venezuelensis là một loài bọ cánh cứng trong họ Bọ hung (Scarabaeidae).